# Gynoplistia occipitalis
Gynoplistia occipitalis är en tvåvingeart som beskrevs av de Meijere 1913. Gynoplistia occipitalis ingår i släktet Gynoplistia och familjen småharkrankar. Inga underarter finns listade i Catalogue of Life.